# Municipio de Rutland (Pensilvania)
El municipio de Rutland (en inglés: Rutland Township) es un municipio ubicado en el condado de Tioga en el estado estadounidense de Pensilvania. En el año 2000 tenía una población de 736 habitantes y una densidad poblacional de 8 personas por km².

## Geografía
El municipio de Rutland se encuentra ubicado en las coordenadas 41°52′00″N 77°00′59″O / 41.86667, -77.01639.

## Demografía
Según la Oficina del Censo en 2000 los ingresos medios por hogar en la localidad eran de $35,368 y los ingresos medios por familia eran $37,054. Los hombres tenían unos ingresos medios de $29,167 frente a los $19,500 para las mujeres. La renta per cápita para la localidad era de $16,125. Alrededor del 7,1% de la población estaban por debajo del umbral de pobreza.